# Pradip Bode
Pradip Bode Kumar – indyjski kolarz, reprezentant Indii na igrzyskach olimpijskich w 1952 w Helsinkach. 
Na igrzyskach uczestniczył w wyścigu indywidualnym ze startu wspólnego, którego nie ukończył. Żaden z czterech indyjskich kolarzy nie ukończył tej konkurencji, toteż Hindusi zostali niesklasyfikowani w konkurencji drużynowej.